# Афонсу Гонсалвіш Балдайя
Афо́нсу Гонсáлвіш Балдáйя (порт. Afonso Gonçalves Baldaia) — португальський мореплавець і дослідник XV століття, початку Доби великих географічних відкриттів. За дорученням португальського принца Енріке Мореплавця в 1435—1436 дослідив більшу частину узбережжя Західної Сахари. Пізніше став одним з перших колоністів острова Терсейра на Азорських островах.

## Походження
Майже нічого не відомо про походження та раннє життя Афонсу Гонсалвіша Балдайї. Вважається, що він був першою особою з таким прізвищем в португальських історичних записах, і, отже, ймовірно, походить із родини іноземного походження. Відомо, що він служив чашником (порт. copeiro) при дворі португальського принца Енріке Мореплавця.

## Перша експедиція
У 1434 році один із слуг португальського принца Енріке — Жил Іаніш, вперше серед європейських мореплавців оминув мис Бохадор (Буджур), фізичний та психологічний бар'єр, який європейські моряки здавна вважали за нездоланну межу (лат. non plus ultra) для судноплавства.
В наступному, 1435 році, Дон Енріке знову відправив Жила Іаніша, з інструкціями дослідити узбережжя далі за мисом Бохадор. Цього разу Іаніша супроводжував другий корабель — баринела під командуванням Афонсу Гонсальвеса Балдайя.
Майже не існує детальної інформації про такий тип судна, як баринела, окрім того, що це було двощоглове вітрильно-весельне судно з глибокою осадкою, яке було більше за однощоглову барку Іаніша і було спеціально спроектована для дослідження нових берегів (і, таким чином вже могло мати латинське вітрило на другій щоглі). На відміну від Іаніша, немає підтверджень, що Балдайя мав бодай якийсь попередній морський досвід.
Іаніш і Балдайя пропливли на південь від мису Бохадор приблизно 50 ліг (170 км) вздовж переважно безлюдного узбережжя Західної Сахари до затоки, яку вони назвали Angra dos Ruivos (Затока Морських Півнів), через велику кількість морських півнів, виловлених командою в місцевих водах. Іаніш і Балдайя бачили деякі сліди присутності людини (відбитки людей і верблюдів), але самих людей так і не зустріли.
- Angra dos Ruivos (Затока Морських Півнів) — 24°40′ пн. ш. 14°56′ зх. д. / 24.667° пн. ш. 14.933° зх. д.

## Друга експедиція
У 1436 році Балдайя знову вирушив на своїй баринелі, на цей раз сам, із вказівками знайти та привезти до Португалії місцевого жителя. На борт корабля взяли також пару коней, на випадок, якщо доведеться влаштувати погоню за потенційними бранцями.
Пройшовши 130 ліг (360 км) за мис Бохадор на південь Балдайя досягнув глибокої бухти, яка заглиблювалась всередину материка десь миль на 20 і обіцяла вивести до великої ріки. За припущеннями Балдайї це міг бути Ніл Чорних або знаменита Золота Ріка, про яку розповідали транссахарські торговці (ймовірно йшлось про річку Сенегал, яка проникала вглиб імперії Малі). Хоча це місце виявилось лише морською бухтою (сучасна затока Дахла, Bahia de Dakhla), назва Ріо д'Оро (Золота Ріка), дана тоді португальцями, прижилась і надовго залишилась на картах.
Поруч з бухтою Ріо д'Оро європейці вперше після проходження за мис Бохадор зустріли людей. Португальці спробували напасти на них на конях і захопити в полон, але безрезультатно.
Перебуваючи на якорі в Ріо д'Оро, екіпаж Балдайї займався полюванням на тюленів-монахів, які в значній кількості мешкали на цій ділянці узбережжя і завантажив на корабель партію зі шкур та жиру цих тварин. Не дивлячись на невелику цінність отриманої здобичі, сама ця подія мала велике символічне значення — вперше товар з африканського узбережжя був доставлений в Європу напряму — без залучення арабських посередників.
Бажаючи виконати доручення принца Енріке і привезти в Португалію живого бранця з цих земель, Балдайя пройшов від Ріо д'Оро до Пунта Галха (Pedra da Galé/Punta Galha) ще на 50 ліг південніше. Таким чином, Балдайя і його супутники під час своєї подорожі перетнули Тропіку Раку (можливо, перший перетин цієї широти європейцями з часів легендарних подорожей фінікійців навколо Африки). Не знайшовши по дорозі нічого, окрім занедбаних рибальських хижок, Балдайя повернувся назад. В цілому, Балдайя проплив приблизно 125 миль на південь від точки найдальшого просування, досягнутого в минулому році.
Розчарований пустельністю і безлюдністю узбережжя, про яке доповів Балдайя, принц Енріке декілька наступних років не надсилав жодних подальших морських експедицій. Лише в 1441 р. Енріке нарешті знову послав два кораблі, що були прототипами нового виду — озброєних латинськими вітрилами каравел. Один на чолі з Антаном Гонсалвішем був відправлений із завданням здійснити ще одне полювання на тюленів в Ріо д'Оро, а інший на чолі із Нуну Тріштаном — з дорученням пройти далі на південь за Пунта Галха, найдальшої межі, що була досягнута Балдайєй.
- Rio do Ouro (Золота річка) — 23°39′ пн. ш. 16°00′ зх. д. / 23.650° пн. ш. 16.000° зх. д.
- Pedra da Galé (Пунта Галха) — 22°12′ пн. ш. 16°48′ зх. д. / 22.200° пн. ш. 16.800° зх. д.

## Останні роки: Порто, Азорські острови
Після того, як Балдайя повернувся до Португалії, про нього майже нічого не чути. Відомо, що на прохання принца Енріке, Балдайя був призначений королем Португалії Дуарте на посаду митника (almoxarife) у місті Порто. Є підтвердження, що він продовжував обіймати цю посаду ще13 жовтня 1442 року. Про його наступника на цій посаді ми чуємо лише в 1451 році.
Прийнято вважати, що Афронсу Гонсалвіш Балдайя, дослідник принца Енріке і Афонсу Гонсальвеш де Антона Балдайя, колоніст на Азорських островах є однією і тією ж самою людиною, хоча немає жодних документів, що підтверджують це. Останній Балдайя виникає близько 1450 р. у зв'язку з фламандським колоністом Якобом Брюгге, який спонукав недавнього вдівця Балдайя переїхати на Азорські острови, в якості одного з перших поселенців на острові Терсейра. Цей Балдайя спорудив резиденцію та каплицю в Ангра-ду-Ероїшму. У 1474 році Бальдайя переїхав у Вілла да Прая і подарував свої землі в Ангра францисканському ордену. Його садиба служила капітулом францисканців, а пізніше ліцеєм, а його каплиця буде розширена і стала церквою Носса Сеньйора да Гуя. Колоніст Балдайя помер у 1481 році. Нащадки Балдайя продовжували залишатися помітними постатями в азорському суспільстві.

## Досягнення
- Європейські кораблі вперше в підтвердженій історії перетнули тропік Раку
- Була здійснена перша висадка європейців на землях «чорної» Африки, поза мусульманськими територіями
- Було вперше доставлено в Європу партію товару з Африки напряму, в обхід арабських посередників

## Увічнення пам'яті
Афонсу Гонсалвіш Балдайа — один із мореплавців, що зображені на Пам'ятнику Португальським відкриттям (Padrão dos Descobrimentos), відкритому в 1960 р. у Лісабоні.